# Олони

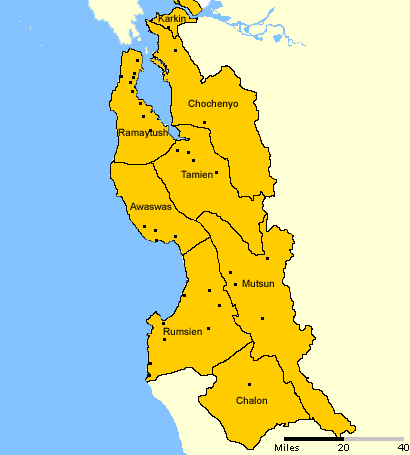
Область обитания и поселения индейцев-олони

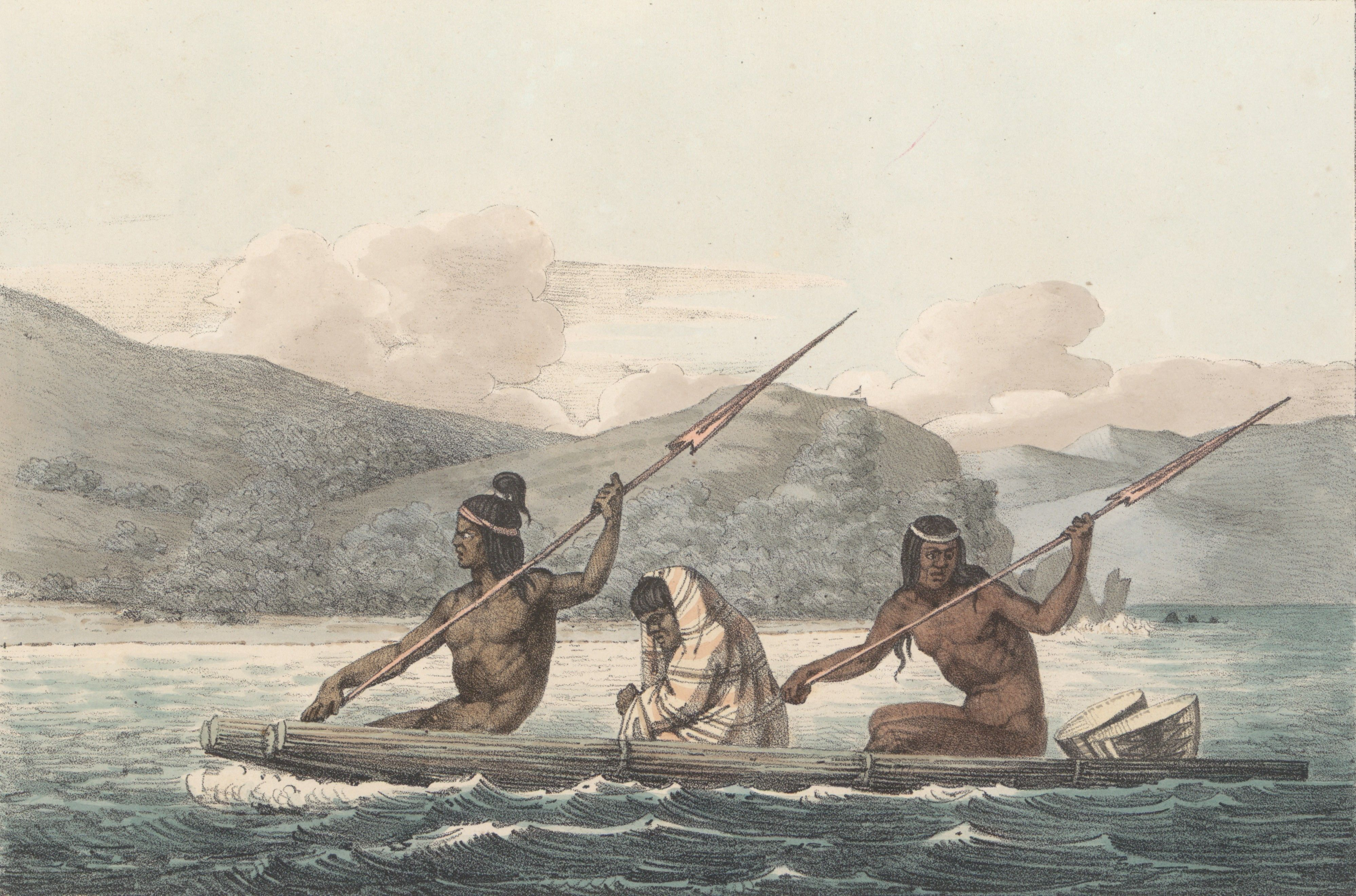
Гребцы-олони в заливе Сан-Франциско, 1822 г.

Олони (англ. Ohlone) — индейское племя, проживавшее в районе залива Сан-Франциско и залива Монтерей с VI века, расселяясь далее на юг в долину Салинас, существовало более 50 отдельных поселений олони. Они говорили на многочисленных диалектах пенутийского языка и до испанской колонизации не рассматривали себя как объединённую группу людей. Олони были охотниками, собирателями, рыбаками, шаманизм входил в систему их мировоззрения. С 1769 по 1833 годы испанский политический курс, включая испанские миссии в Калифорнии, привнес существенные изменения в жизненный уклад индейцев, приведшие к лишениям и существенному сокращению их численности. Потомками олони, живущие в настоящее время, являются немногочисленные члены племени мувекма-олони (англ. Muwekma Ohlone Tribe) проживающие в области залива Сан-Франциско, а также племени румсенов (англ. Rumsen tribe) и племени муцунов (англ. Mutsun tribe), которые находятся в процессе признания на федеральном уровне.

## История
Теория о заселении Америки, которая преобладает среди учёных сегодня, утверждает, что первоначальные миграции из Азии произошли около 20 тысяч лет назад по сухопутному перешейку через Берингов пролив. Однако венгерско-американский антрополог Отто фон Садовски полагает, что олони и другие калифорнийские северные племена перебрались на эту территорию около 1000 лет до н.э. из Северо-Западной Сибири. По его мнению, эти племена пришли позднее азиатов, следуя по пути миграции лососевых рыб через Северный Ледовитый океан.
В 1700-е, когда на эти земли прибыли миссионеры и испанские колонизаторы, стабильность жизни племени была нарушена. Первыми людьми из племени олони были Rumsien, которые упоминаются в испанских отчётах за 1602 год, когда Себастьян Вискаино достиг Монтерея. Следующая испанская экспедиция появилась здесь только в 1769 году и отец Хуниперо Серра стал распространителем христианства в Калифорнии. Под его руководством в регионе проживания олони было организовано 7 миссий: Сан-Карлос-Борромео-де-Армеро[en] (1770), Сан-Франциско-де-Асис[en] или Долорес (1776), Санта-Клара-де-Асис (1777), Санта-Крус[en] (1791), Соледад[en] (1791), Сан-Хосе (1797) и Сан-Хуан-Батиста (1797). Первое время население миссий росло медленно, а с 1794 по 1795 большая волна коренных американцев приняли крещение и переехали в миссии Санта-Клара и Сан-Франциско. В итоге это привело к вспышке заболеваний и нехватке продовольствия: индейцы-неофиты стали так же массово покидать миссию. По статистическим данным, миссии не улучшили жизнь индейского населения: 81 тысяча индейцев получила крещение и 60 тысяч из них скончались, в основном от европейских болезней: оспы, дифтерии и кори, от которых у олони не выработался иммунитет. Также причинами смерти стало резкое изменение диеты и образа жизни, антисанитария.
Подавляющее количество населения племени олони погибло в период между 1780 и 1850 годами из-за низкой рождаемости, детской смертности, болезней и социальных изменений вследствие европейской иммиграции в Калифорнию. Численность населения олони сократилась до менее, чем 10 % от оценочного общего количества до начала миссий в регионе Сан-Франциско. К 1852 году количество населения едва достигало тысячи человек и продолжало сокращаться.
Сегодня местные жители решительно настроены возродить и сохранить историю и культурные обычаи своего народа. Племя Мувекма активно участвует в раскопках, стараясь восстановить свою историю и утраченное наследие.

## Племена олони
- Каркин (Karkin, Los Carquines) — проживали на юге пролива Каркинес. Говорили на языке каркин (сейчас мёртвый язык), язык разительно отличался от других ветвей языка олони, единственным документом стал небольшой словарь языка, составленный одним из миссионеров в 1821 году.
- Чоченьо (Chochenyo) — проживали в Восточном заливе (часть залива Сан-Франциско), в современном округе Аламеда, Контра-Коста до хребта Дьябло. Языки племён Чоченьо, Тамьен и Румсен очень схожи, учёные полагают их диалектами одного языка. Речь двух последних живых носителей языка была задокументирована в 1920 году. Остатки племени присоединились к Мувекма-олони, которые, фактически, представляют собой наследников народа олони[4].
- Рамайтуш (Ramaytush) — проживали на полуострове Сан-Франциско, на территории современных округов Сан-Франциско и Сан-Матео. По утверждению антрополога Алфреда Луиса Крёбера, племена, проживавшие в этой области, полностью вымерли к 1915 году.
- Тамьен (Tamyen) — проживали в долине Санта-Клара, говорили на языке тамьен (диалект утийского языка)[5]
- Авасвас (Awaswas) — жили в горах Санта-Крус, на территории от современного Давенпорта до Аптоса. В 1770 году количество индейцев этой ветви оценивали в 600 человек. Большинство жителей приняли крещение, проживали на территории миссий[6]
- Муцун (Mutsune) — народ, проживавший возле миссии Сан-Хуан-Батиста, говорили на языке муцун, который считается основным среди утийских языков.
- Румсен (Rumsen) — проживали близ рек Паджаро, Салинас и Кармель, в районе Биг-Сур. Это первые индейцы, которых увидели испанские исследователи в 1602 году. Известно около 4 диалектов языка румсен, на которых говорили 4 независимых племени.
- Шалон (Chalon) — жили в Северной Калифорнии по соседству с племенами Румсен и Муцун. Близ них была организована миссия Ностра Сеньора-де-Соледад.